# Qinghailaelaps
Qinghailaelaps es un género de ácaros perteneciente a la familia  Laelapidae.

## Especies
- Qinghailaelaps cavicolous Gu, Liu & Niu, 1997
- Qinghailaelaps gui Bai, 1992
- Qinghailaelaps marmotae Y. M. Gu & X. Z. Yang, 1984
- Qinghailaelaps qinghaiensis Li-Chao, Yang-Xizheng & Wang-Guol Li, 1998